# Мартирано
Мартиеано (итал. Martirano) је насеље у Италији у округу Катанцаро, региону Калабрија.
Према процени из 2011. у насељу је живело 591 становника. Насеље се налази на надморској висини од 375 м.

## Становништво
Према резултатима пописа становништва 2011. у општини је живело 937 становника.
| 1951. | 1961. | 1971. | 1981. | 1991. | 2001. | 2011. |
| ----- | ----- | ----- | ----- | ----- | ----- | ----- |
| 1.871 | 1.766 | 1.392 | 1.388 | 1.196 | 1.036 | 937   |